# نابيسكو
نَابِسْكُو (بالإنجليزية: Nabisco؛ وهي اختصار لاسمها السابق: National Biscuit Company، شركة البسكويت الوطنية) هي شركة أمريكية لصناعة المواد الغذائية متخصصة في تصنيع البسكويت والشوكولاتة والوجبات الخفيفة وغيرها. تعتبر الشركة فرعاً لمجموعة مندليز الدولية التي يقع مقرها بولاية إلينوي. التي تُسَوَّقُ تحت اسمها مختلف أنواع البسكويت في العديد من البلدان، يقع مقرها في شرق هنوفر، نيوجرسي. من بين منتجاتها: شبس أهوي!، وبلفيتة، وترسكويت، ورقائق رتس. تبلغ مساحة مصنع نابيسكو في شيكاغو 1.800.000 قدم أي (170000 متر مربع). ويعتبر شارع كدزي أكبر مخبز في العالم، يوظف أكثر من 1200 عامل وينتج نحو 320 مليون جنيه إسترليني من الوجبات الخفيفة سنويا.